# Targa Florio 1971

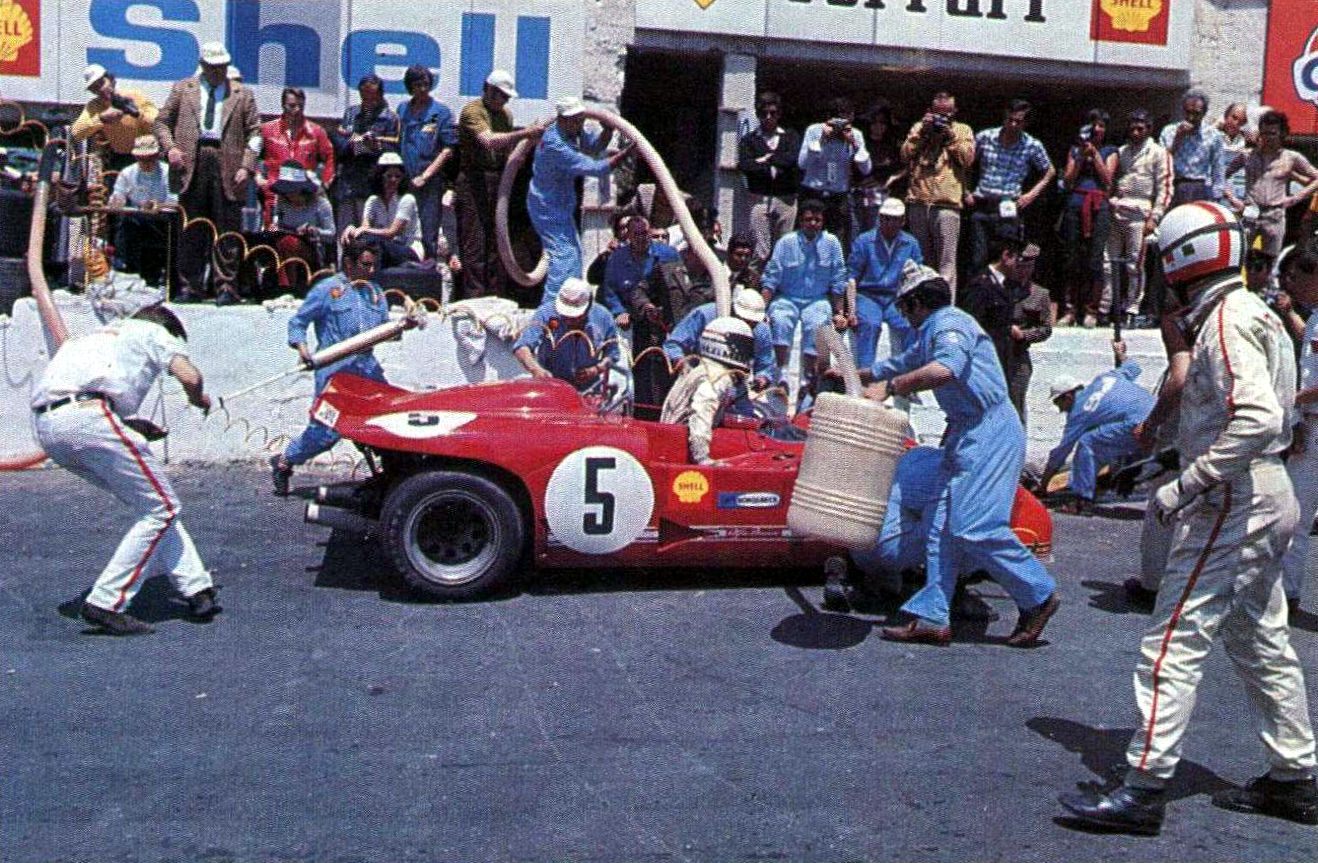
Boxenstopp des siegreichen Alfa Romeo T33/3. Toine Hezemans (im Auto) übergibt das Cockpit an den rechts wartenden Nino Vaccarella

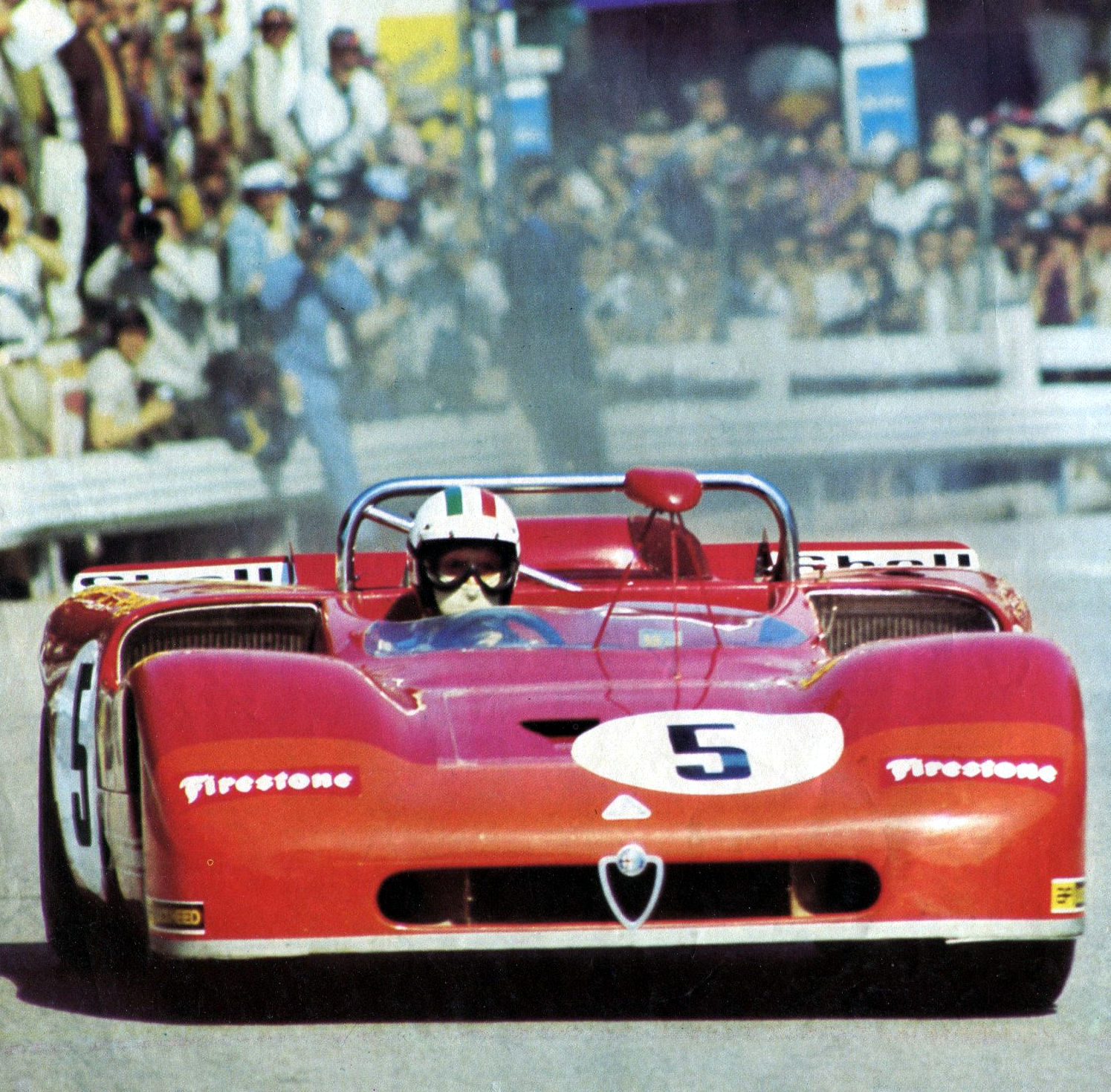
Nino Vaccarella bei seiner Siegesfahrt

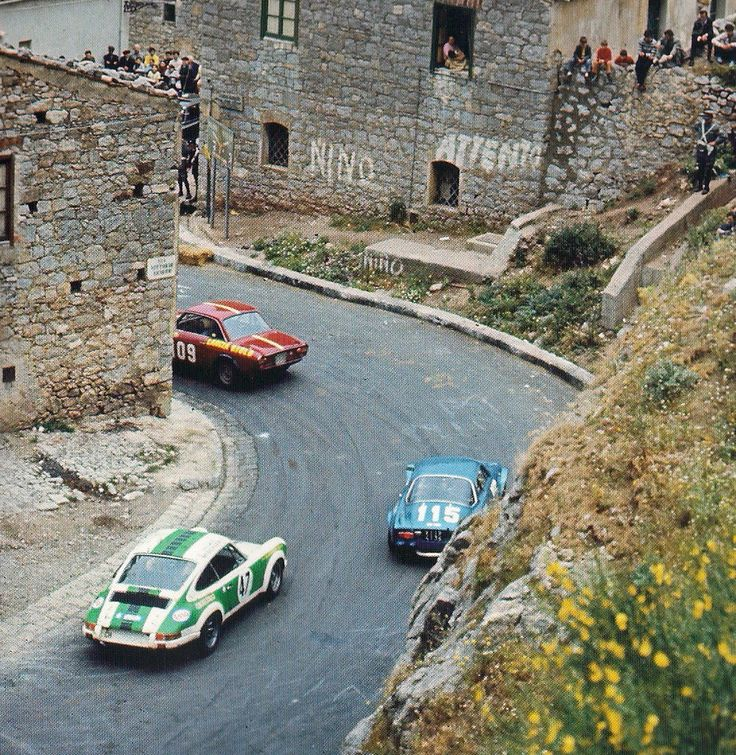
Drei GT-Fahrzeuge in Collesano

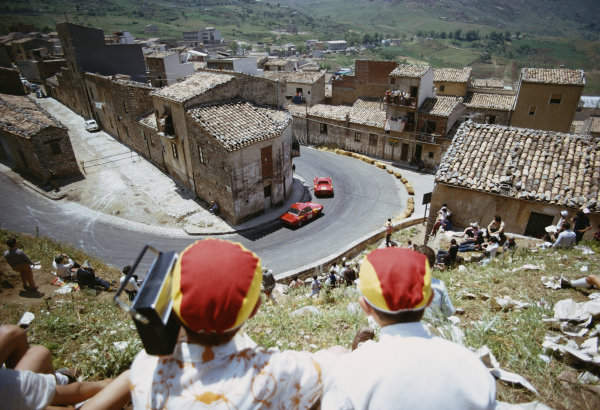
Zwei Lancia Fulvia in Collesano

Die 55. Targa Florio, auch 55° Targa Florio, Piccolo Circuito delle Madonie, Sicilia, auf Sizilien fand am 16. Mai 1971 statt und war der siebte Wertungslauf der Sportwagen-Weltmeisterschaft dieses Jahres.

## Das Rennen
Eine Targa Florio ohne einen für den Gesamtsieg in Frage kommenden Rennwagen der Scuderia Ferrari wurde für die enttäuschten Sizilianer 1971 Wirklichkeit. Ferrari hatte es nach den Erfahrungen der Sportwagen-Weltmeisterschaft 1970 aufgegeben, werksseitig mit dem großen Ferrari 512S bzw. 512M gegen die durch mehrere Teams auf schnellen Strecken eingesetzten Porsche 917 anzutreten, zumal die Sonderregelung für diese Fünfliter-Zwölfzylinder-Sportwagen Ende 1971 auslaufen würde. Man nutzte die Sportwagen-Weltmeisterschaft 1971 um für die ab 1972 geltenden Regeln mit maximal drei Liter Hubraum den Ferrari 312PB als Sportprototypen auf Basis des Formel-1-„Boxermotor“ auf Langstreckentauglichkeit zu entwickeln. Somit war zwar ein adäquates Fahrzeug für einige WM-Läufe vorhanden, aber typischerweise war nur ein Entwicklungsfahrzeug für WM-Rennen gemeldet, denn Ignazio Giunti starb im Januar beim 1000-km-Rennen von Buenos Aires 1971 in Chassis 874. Neben der F1-Saison auch bei schnellen Sportwagenrennen und zudem bei der Targa noch gegen speziell für dieses Rennen entwickelte kompakte Werkswagenvarianten von Porsche und Alfa Romeo anzutreten erschien Enzo Ferrari zu riskant, daher verzichtete er auf eine Meldung für Sizilien und Le Mans, zumal diese speziellen Straßenrennen auch für Strecke und Fahrzeuge geeignete Fahrer erforderte, woran schon in den Vorjahren Mangel herrschte. Daher fuhren Ickx/Regazzoni neben der F1-Saison mit Chassis 0878 nur wenige Sportwagen-WM-Rennen auf F1-Kursen, erreichten in Brands Hatch Platz zwei und auf dem Nürburgring die schnellsten Rundenzeiten, ansonsten aber kaum Erfolge.
Am Start war mit Nino Vaccarella, dem Lehrer aus Palermo, aber der Lieblingsfahrer der Zuschauer. Der 1933 geborene Sizilianer hatte seit 1958 fast jedes Jahr an der Veranstaltung teilgenommen und trotz oftmaliger Favoritenstellung erst einmal gewinnen können, 1965, mit Lorenzo Bandini im Werks-Ferrari 275P2. 1971 ging er für Autodelta, die Rennmannschaft von Alfa Romeo, an den Start. Teampartner im Alfa Romeo T33/3 war Toine Hezemans. Autodelta brachte vier Werkswagen an den Piccolo circuito delle Madonie, von denen drei werksseitig am Rennen teilnahmen. Der vierte wurde von Scuderia Brescia Corse eingesetzt und von Ferdinando Latteri sowie Nino Todaro mit einigen Minuten Rückstand wenig erfolgversprechend gesteuert. Die Alfas waren nun ähnlich zweckdienlich-keilförmig wie die 908/03 gestaltet und wurden spöttisch „Tipo Tedesco“ genannt. Zu Nino Vaccarella, Toine Hezemans, Andrea de Adamich und Rolf Stommelen kamen zwei neue Fahrer ins Teams. Gijs van Lennep und Leo Kinnunen sollten ursprünglich einen weiteren Porsche 908/03 für das Martini Racing Team von Hans-Dieter Dechent fahren. Der Wagen wurde jedoch nicht rechtzeitig fertig und beide Fahrer erhielten die Freigabe, bei Alfa Romeo an den Start zu gehen. Da Henri Pescarolo das Straßenrennen nicht bestreiten wollte, wurde van Lennep Partner von Andrea de Adamich. Leo Kinnunen, seit 1970 der ewige Rundenrekord-Halter der Targa mit 33:36, war Ersatz für Nanni Galli, der nach seinem Unfall beim Training zum 1000-km-Rennen von Monza noch nicht einsatzfähig war.
Unterstützung durch Personal und Material erhielten die beiden Porsche-Teams von John Wyer und Hans-Dieter Dechent vom Werk in Zuffenhausen, zumal diese sonst nur 917 einsetzten und kaum Erfahrung mit den 908 und den Verhältnissen in Sizilien hatten. Im Vorjahr war der Porsche 908/03 mit großem Aufwand für die Targa Florio 1970 und die vier Wochen später ausgetragenen 1000 km Nürburgring mit Merkmalen des leichten Porsche 909 Bergspyder entwickelt wurden; beide Rennen wurden „programmgemäß“ mit dem flinken 908/03 gewonnen, nicht mit dem wuchtigen 917K. Hatte man 1970 noch ein gutes halbes Dutzend Werksautos von JWA und Porsche Salzburg im freien Training bewegen lassen, waren 1971 nur drei Werks-/03 vor Ort, zumal dieses Baumuster schon zwei Wochen später am Nürburgring wieder benötigt wurde. Für 1971 hatten die 908/03 größere Überrollbügel bekommen, zudem Heckflossen, auf denen die britische oder deutschen Flagge für das Land des Einsatzteams Flagge zeigte.
Für die Targa 1971 erhielten Jo Siffert und Pedro Rodríguez neue Teamkollegen. Der Partner von Siffert war mit Brian Redman ein alter Bekannter. Redman war nach seinem überraschenden Rücktritt Ende der Saison 1970 und Tätigkeit als Geschäftsmann für die Targa wieder zu Wyer zurückgekehrt. Teamkollege von Rodríguez war der Schweizer Herbert Müller, Sieger von 1966 (und 1973). Den einzigen Martini-908/03, das in vier WM-Einsätzen dreimal siegreiche Chassis 008, fuhren Gérard Larrousse und Vic Elford (Sieger 1967).
Bei Porsche gab es bereits Probleme im Training, das wichtiger war als sonst, denn erstmals starteten die Wagen nach Klassen getrennt in der Reihenfolge ihrer Trainingszeiten, so dass Schnelle weniger mit Langsamen zu tun hatten. Redman hatte in seiner ersten Trainingsrunde einen Reifenschaden und musste lange Zeit auf den Abschleppwagen warten. Der brachte den mit zwei orangen Pfeilen markierten 908/03 zwar zurück an die Boxen, aber auch eine rekordverdächtig schlechte Rundenzeit von 85 Minuten, was Startplatz 7 als letzter der sieben Dreiliter-Prototypen bedeutete, denn Siffert übernahm den Wagen und hatte bald darauf einen Unfall, so dass keine Verbesserung erzielt wurde. Auch Elford hatte mit der silbernen Martini-Nr. 8 einen Unfall und beschädigte dabei die Vorderradaufhängung des Porsche, konnte aber mit einer Zeit von 35:22 auf Platz 4 vor Rodriguez/Müller mit 35:48 bleiben. Damit starteten die drei Werks-Alfas mit ihren 34er Zeiten vorneweg, Lokalmatador Nino Vaccarella mit der Nummer 5 als Erster, jedoch nach langer Verzögerung wegen allgemeinem Verkehrschaos und noch im Stau steckenden Offiziellen. Die Startflagge schwenkte die Mutter des im Januar tödlich verunglückten Ferrari-Werksfahres Ignazio Giunti. Es gab keine Einführungsrunde, bei der sich die Piloten mit den Streckenverhältnissen hätten vertraut machen können, nachdem Tausende Zuschauer angereist waren und PKW den Streckenrand säumten, was die Sichtverhältnisse veränderte. Bereits in der ersten Rennrunde fiel eine Vorentscheidung, da drei Mitfavoriten ausfielen. Rolf Stommelen kam wenige Kilometer nach dem Start mit seinem Alfa Romeo Nr. 6 von der Strecke ab und musste aufgeben. Brian Redman hatte im Gulf-Porsche Nr. 7 einen Unfall, bei dem der Wagen Feuer fing und völlig ausbrannte; Redman erlitt Brandwunden im Gesicht und im Nacken. Auch Pedro Rodríguez hatte in der ersten Runde mit Nr. 4 einen Unfall, somit waren beide Wyer-Gulf-Porsche schon knapp nach dem Start ausgefallen und der Martini-908 die einzige Herausforderung für zwei Werks-Alfas da der Brescia-Corse-Alfa in Runde 5 ausschied. In der dritten Runde verunglückte Alain de Cadenet und wurde von einem am Streckenrand stehenden Soldaten aus dem brennenden Lola T210 gerettet. Am schlimmsten endete der Unfall von Fulvio Tandoi im Alpine A110. In der Nähe von Caltavuturo kam der Wagen von der Strecke ab und prallte auf der Fahrerseite gegen einen Baum. Tandoi war lange im Fahrzeug eingeklemmt und starb im Hubschrauber auf dem Flug in ein Krankenhaus in Palermo.
Bis zur siebten Runde führten Elford/Larrousse im Martini-908/03. Elford erzielte die schnellste Rennrunde mit 33:45, dann kam es zu Reifenschäden hinten, in deren Folge beendete ein Aufhängungsschaden nach einer Kollision mit einem Randstein die seit 1966 andauernde Siegesserie von Porsche. Vaccarella/Hezemans und de Adamich/van Lennep feierten nach über 6 Stunden und 35 Minuten einen Doppelsieg für Alfa Romeo. Dritte mit knapp über sieben Stunden Fahrtzeit sowie Klassensieger bei den Zweiliter-Prototypen wurden Jo Bonnier und Richard Attwood im Scuderia Filipinetti-Lola T212 mit ebenfalls 11 Runden. Mit einer Runde Rückstand sicherte sich ein Schweizer Porsche 911S Platz vier und Klassensieg der GT über zwei Liter; die gleiche Distanz legten auch je zwei weitere Lola T212 und 911S zurück. Diese Augenhöhe von 911 und Prototypen über die Targa-Renndistanz gab einen Vorgeschmack auf das Endergebnis von 1973.

## Ergebnisse

### Schlussklassement
| 1               | P 3.0    | 5   | Autodelta S.p.a.             | Nino Vaccarella Toine Hezemans                                   | Alfa Romeo T33/3                 | 11 |
| 2               | P 3.0    | 2   | Autodelta S.p.a.             | Andrea de Adamich Gijs van Lennep                                | Alfa Romeo T33/3                 | 11 |
| 3               | P 2.0    | 14  | Scuderia Filipinetti         | Jo Bonnier Richard Attwood                                       | Lola T212                        | 11 |
| 4               | GT + 2.0 | 42  | Porsche Club Romand          | Bernard Chenevière Paul Keller                                   | Porsche 911S                     | 10 |
| 5               | P 2.0    | 19  | Scuderia Filipinetti         | Mike Parkes Peter Westbury                                       | Lola T212                        | 10 |
| 6               | GT + 2.0 | 40  | Strähle KG                   | Giulio Pucci Dieter Schmid                                       | Porsche 911S                     | 10 |
| 7               | P 2.0    | 28  | Antonio Nicodemi             | Antonio Nicodemi Jonathan Williams                               | Lola T212                        | 10 |
| 8               | GT + 2.0 | 47  | Pierre Greub                 | Sylvain Garant Pierre Greub                                      | Porsche 911S                     | 10 |
| 9               | GT 2.0   | 60  | Conrero Squadra Corse        | Salvatore Calascibetta Paolo Monti                               | Opel GT                          | 9  |
| 10              | GT 2.0   | 59  | Jolly Club                   | Giorgio Schön Girolamo Bertoni                                   | Porsche 911S                     | 9  |
| 11              | GT 1.6   | 102 | Monzeglio Squadra Corse      | Maurizio Zanetti Renzo Ruspa                                     | Alfa Romeo GTA                   | 9  |
| 12              | GT 1.6   | 94  | Erasmo Bologna               | Erasmo Bologna Giuseppe Spatafora                                | Lancia Fulvia HF                 | 9  |
| 13              | GT 2.0   | 56  | Strähle KG                   | Willi Kauhsen Günter Steckkönig                                  | Porsche 914/6                    | 9  |
| 14              | P 1.0    | 82  | Mario Barone                 | Maurizio Campanini Mario Barone                                  | Fiat-Abarth 1000 SP              | 9  |
| 15              | P 1.0    | 83  | Scuderia Brescia Corse       | Giovanni Boeris Maurizio Roasio                                  | Fiat-Abarth 1000 SP              | 9  |
| 16              | GT 1.6   | 97  | Giovanni Rizzo               | Giovanni Rizzo Stefano Alongi                                    | Alfa Romeo GTA                   | 9  |
| 17              | GT 2.0   | 50  | Porsche Club Romand          | Jean Selz Jean Sage                                              | Porsche 911S                     | 9  |
| 18              | GT 1.3   | 106 | Raffaele Restivo             | Raffaele Restivo Alfonso Merendino                               | Lancia Fulvia Sport              | 9  |
| 19              | GT 2.0   | 58  | Mirto Antigoni               | Giovanni Marini Mirto Antigoni                                   | Porsche 911S                     | 9  |
| 20              | P 1.3    | 71  | Scuderia Nettuno             | Stefano Buonapace Demetrio Martino                               | AMS 1300                         | 9  |
| 21              | GT 1.3   | 116 | Pasquale Anastasio           | Pasquale Anastasio Fiorenzo Genta                                | Lancia Fulvia Sport Competizione | 9  |
| 22              | GT + 2.0 | 45  | Giuseppe De Gregorio         | Giuseppe De Gregorio Paolo Russo                                 | Porsche 911S                     | 9  |
| 23              | GT 1.6   | 105 | Scuderia Nettuno             | Francesco Cerulli-Irelli „Jokrysa“                               | Lancia Fulvia HF                 | 9  |
| 24              | GT + 2.0 | 41  | Claude Laurent               | Patrice Sanson Jacques Marché                                    | Porsche 911S                     | 9  |
| 25              | GT 2.0   | 49  | Alessandro Moncini           | Luigi Cabella Alessandro Moncini                                 | Porsche 911                      | 9  |
| 26              | GT + 2.0 | 36  | Scuderia Pegaso              | Ignazio Serse Giuseppe Pizzo                                     | Porsche 911S                     | 9  |
| 27              | S 2.0    | 29  | Richard Knight               | Richard Knight Mike Knight                                       | Chevron B8                       | 8  |
| 28              | GT 1.6   | 99  | Settimino Balistreri         | Settimino Balistreri Pasquale de Francisci                       | Lancia Fulvia HF                 | 8  |
| 29              | GT + 2.0 | 48  | Scuderia Brescia Corse       | Mario Ilotte Maurizio Polin                                      | Porsche 911S                     | 8  |
| 30              | GT + 2.0 | 38  | Francesco Cosentino          | Francesco Cosentino Gianluigi Verna                              | Ferrari Dino 246 GT              | 8  |
| 31              | GT 1.6   | 90  | Scuderia Etna                | „Don Pedrito“ Massimo Cavatorta                                  | Fiat 124S                        | 8  |
| 32              | GT 1.3   | 115 | Girolama Capra               | Girolama Capra Angelino Lepri                                    | Alpine A110                      | 8  |
| 33              | GT + 2.0 | 44  | V-10 Kleber Team             | Ferdi Bökmann Peter Ochs                                         | Porsche 911S                     | 8  |
| 34              | GT 1.3   | 107 | Paolo Arlini                 | Paolo Arlini Roberto Chiaramonte Bordonaro                       | Lancia Fulvia HF                 | 8  |
| 35              | S 2.0    | 31  | Scuderia Brescia Corse       | Franco Berruto Angelo Mola                                       | Porsche 906                      | 8  |
| 36              | GT + 2.0 | 43  | Michele Licheri              | Michele Licheri Mauro Formento                                   | Porsche 911S                     | 8  |
| 37              | S 1.3    | 76  | Geatano Sidoti Abate         | Geatano Sidoti Abate Francesco Fiorentino                        | Matra Djet 5S                    | 8  |
| 38              | S 2.0    | 35  | Roy Seddon                   | John Raffo Roy Seddon                                            | Chevron B8                       | 8  |
| 39              | P 3.0    | 8   | Martini Team                 | Gérard Larrousse Vic Elford                                      | Porsche 908/03                   | 7  |
| 40              | P 1.3    | 23  | Jack Wheeler                 | Martin Davidson Jack Wheeler                                     | Jerboa SP                        | 7  |
| 41              | GT 1.6   | 100 | Silvestre Semilia            | Giuseppe Vassalo Silvestre Semilia                               | Alfa Romeo GTA                   | 7  |
| Ausgefallen     |          |     |                              |                                                                  |                                  |    |
| 42              | GT 1.6   | 89  | Salvatore Gagliano           | Salvatore Gagliano Giuseppina Gagliano                           | Alfa Romeo GTA                   | 6  |
| 43              | P 1.0    | 77  | Scuderia Nettuno             | „Sergio“ Giuseppe Bargotti                                       | Fiat-Abarth 1000 SP              | 5  |
| 44              | P 1.0    | 79  | Francesco Patané             | Francesco Patané Orazio Scaglia                                  | Fiat-Abarth 1000 SP              | 5  |
| 45              | GT 1.6   | 87  | HF Squadra Corse Lancia      | Sandro Munari Claudio Maglioli                                   | Lancia Fulvia HF                 | 5  |
| 46              | GT 1.3   | 118 | Romano Ramonio               | Romano Ramonio Antonio Trenti                                    | Alpine A110                      | 5  |
| 47              | P 3.0    | 3   | Scuderia Brescia Corse       | Ferdinando Latteri Nino Todaro                                   | Alfa Romeo T33/3                 | 4  |
| 48              | GT + 2.0 | 39  | Bonomelli Squadra Corse      | Ennio Bonomelli Christine Beckers                                | Porsche 911S                     | 4  |
| 49              | GT 2.0   | 52  | Conrero Squadra Corse        | Giuseppe Marotta Gianpaolo Benedini                              | Opel GT                          | 4  |
| 50              | GT 1.6   | 86  | HF Squadra Corse Lancia      | Raffaele Pinto Jean Ragnotti                                     | Lancia Fulvia HF                 | 4  |
| 51              | GT 1.6   | 88  | Scuderia Pegaso              | Vincenzo Mirto Randazzo Salvatore Barraco                        | Alfa Romeo GTA                   | 4  |
| 52              | P 2.0    | 10  | Snakespeed                   | David Weir Alain de Cadenet                                      | Lola T210                        | 3  |
| 53              | P 2.0    | 20  | Ugo Locatelli                | Ugo Locatelli Giampiero Moretti                                  | AMS                              | 3  |
| 54              | P 2.0    | 26  | Leandro Terra                | Pietro Lo Piccolo Leandro Terra                                  | Ferrari Dino 206S                | 3  |
| 55              | GT 2.0   | 54  | Conrero Squadra Corse        | Pino Pica Giorgio Pianta                                         | Opel GT                          | 3  |
| 56              | P 1.3    | 62  | Claude Laurent               | Claude Laurent Jean-Louis Haxhe                                  | DAF 55                           | 3  |
| 57              | P 1.3    | 67  | Scuderia Pegaso              | Giancarlo Barba Antonio Garofalo                                 | Giliberti A112                   | 3  |
| 58              | GT 1.6   | 101 | Giuseppe di Cristoforo       | Giuseppe di Cristoforo Benedetto Montecatini                     | Alfa Romeo GTA                   | 3  |
| 59              | GT 1.3   | 111 | Jolly Club                   | Franco Lisitano „Darenz“                                         | Lancia Fulvia HF                 | 3  |
| 60              | P 2.0    | 11  | Scuderia Brescia Corse       | Antonio Zadra Giovanni Pierobon                                  | Lola T212                        | 2  |
| 61              | S 1.3    | 72  | Scuderia Brescia Corse       | Francesco di Matteo „Papillion“                                  | Abarth 1300S                     | 2  |
| 62              | GT 1.3   | 109 | Scuderia Pegaso              | Domenico Cottone Girolama Caci                                   | Lancia Fulvia HF                 | 2  |
| 63              | GT 1.3   | 119 | Scuderia Pegaso              | Sergio Mantia Gaetano Lo Jacono                                  | Alpine A110                      | 2  |
| 64              | P 2.0    | 12  | Scuderia Nettuno             | Luigi Taramazzo Everardo Ostini                                  | Abarth 2000 SP                   | 1  |
| 65              | P 2.0    | 27  | Scuderia Etna                | Giuseppe Virgilio „Popof“                                        | Abarth 2000 SP                   | 1  |
| 66              | P 1.0    | 84  | Scuderia Nettuno             | Mauro Nesti Paolo Gargano                                        | AMS SP                           | 1  |
| 67              | GT 1.6   | 95  | Giovanni Martino             | Giovanni Martino Giancarlo Galimberti                            | Lancia Fulvia HF                 | 1  |
| 68              | GT 1.3   | 117 | Floriano Colombo             | Fulvio Tandoi Floriano Colombo                                   | Alpine A110                      | 1  |
| 69              | P 3.0    | 4   | J. W. Automotive Engineering | Pedro Rodríguez Herbert Müller                                   | Porsche 908/03                   | 1  |
| 70              | P 3.0    | 6   | Autodelta S.p.a.             | Rolf Stommelen Leo Kinnunen                                      | Alfa Romeo T33/3                 | 1  |
| 71              | P 3.0    | 7   | J. W. Automotive Engineering | Jo Siffert Brian Redman                                          | Porsche 908/03                   | 1  |
| 72              | GT 2.0   | 53  | Giampaolo Baruffi            | Giampaolo Baruffi Giancarlo Galmozzi                             | Porsche 911                      | 1  |
| 73              | GT 2.0   | 55  | Giuseppe Aquila              | Giuseppe Aquila Antonio Guagliardo                               | Porsche 911S                     | 1  |
| 74              | GT 2.0   | 61  | Scuderia Brescia Corse       | Piero Monticone Luigi Moreschi                                   | Porsche 914/6                    | 1  |
| 75              | GT 1.3   | 108 | Angelo Rizzo                 | Giovanni Arcovito Angelo Rizzo                                   | Lancia Fulvia HF                 | 1  |
| Nicht gestartet |          |     |                              |                                                                  |                                  |    |
| 76              | P 3.0    | 1   | Autodelta S.p.a.             | Rolf Stommelen Nino Vaccarella                                   | Alfa Romeo T33/TT/3              | 1  |
| 77              | P 2.0    | 15  | Everardo Ostini              | Everardo Ostini Domenico Scola                                   | Abarth 2000 SP                   | 2  |
| 78              | P 2.0    | 16  | V-10 Kleber Team             | Hans Böhm Peter Ochs                                             | Chevron B16                      | 3  |
| 79              | P 2.0    | 18  |                              | Jean-Pierre Hanrioud Mario Moscatelli                            | Chevron B19                      | 4  |
| 80              | P 2.0    | 21  |                              | Giovanni Alberti Piero Fabris                                    | Chevron B19                      | 5  |
| 81              | P 2.0    | 22  |                              | Antonio Finiguerra Luigi Colzani                                 | Porsche 907                      | 6  |
| 82              | P 2.0    | 24  | Carrodo Ferlaino             | Carrodo Ferlaino Giancarlo Boscolo Antonio Castro                | Chevron B19                      | 7  |
| 83              | P 2.0    | 25  |                              | Luigi Bernasconi Angelo Bonaccorsi                               | Abarth 2000 SP                   | 8  |
| 84              | S 2.0    | 30  |                              | Romolo Becchetti Marsilio Pasotti                                | Abarth 2000S                     | 9  |
| 85              | S 2.0    | 32  |                              | Sergio Zerbini Giuseppe Schenetti                                | Porsche 910                      | 10 |
| 86              | S 2.0    | 33  |                              | Renzo Ruspa Sergio Morando                                       | Abarth 2000S                     | 11 |
| 87              | S 2.0    | 34  |                              | Paul Tuckle Mike Walton                                          | Porsche 910                      | 12 |
| 88              | GT + 2.0 | 37  | Anatoly Arutunoff            | Anatoly Arutunoff Charles Lucas                                  | Chevrolet Corvette               | 13 |
| 89              | GT + 2.0 | 46  |                              | Jean Sage „Volpes“                                               | Porsche 911                      | 14 |
| 90              | GT 2.0   | 51  |                              | Gilberto Romano „Snoopy“                                         | Porsche 911                      | 15 |
| 91              | GT 2.0   | 57  |                              | Dan Margulies Simon Taylor                                       | Porsche 911S                     | 16 |
| 92              | P 1.6    | 63  | Peter Richardson             | Peter Richardson Maynard Soares                                  | Daren Mk.2                       | 17 |
| 93              | P 1.6    | 64  |                              | Francesco Jemma Alfonso Vella                                    | De Sanctis                       | 18 |
| 94              | P 3.0    | T   | Autodelta S.p.a.             | Nino Vaccarella Toine Hezemans Andrea de Adamich Gijs van Lennep | Alfa Romeo T33/3                 | 19 |
| 95              | GT + 2.0 | 39T | Bonomelli Squadra Corse      | Ennio Bonomelli Christine Beckers                                | Porsche 911S                     | 20 |
| 96              | GT 2.0   | 54T | Conrero Squadra Corse        | Pino Pica Giorgio Pianta                                         | Opel GT                          | 21 |
| 97              | GT 1.6   | 86T | HF Squadra Corse Lancia      | Raffaele Pinto Jean Ragnotti                                     | Lancia Fulvia HF                 | 22 |
| 98              | GT 1.6   | 87T | HF Squadra Corse Lancia      | Sandro Munari Claudio Maglioli                                   | Lancia Fulvia HF                 | 23 |
| 99              | GT 2.0   | T   |                              |                                                                  | Porsche 914/6                    | 24 |

1 zurückgezogen
2 nicht gestartet
3 nicht gestartet
4 nicht gestartet
5 nicht gestartet
6 nicht gestartet
7 nicht gestartet
8 nicht gestartet
9 nicht gestartet
10 nicht gestartet
11 nicht gestartet
12 nicht gestartet
13 Fahrzeug illegal
14 nicht gestartet
15 nicht gestartet
16 nicht gestartet
17 Achsgetriebe im Training
18 nicht gestartet
19 Trainingswagen
20 Trainingswagen
21 Trainingswagen
22 Trainingswagen
23 Trainingswagen
24 Trainingswagen

### Nur in der Meldeliste
Hier finden sich Teams, Fahrer und Fahrzeuge, die ursprünglich für das Rennen gemeldet waren, aber aus den unterschiedlichsten Gründen daran nicht teilnahmen.
| Pos. | Klasse | Nr. | Team                              | Fahrer                                         | Chassis             |
| ---- | ------ | --- | --------------------------------- | ---------------------------------------------- | ------------------- |
| 100  | P 3.0  |     | Martini International Racing Team | Gijs van Lennep Leo Kinnunen                   | Porsche 908/02      |
| 101  | P 1.6  | 65  |                                   | Antonio Garofalo Roberto Chiaramonte Bordonaro | Giliberti A112      |
| 102  | P 1.6  | 66  |                                   | Moreno Baldi Paolo Gonfiantini                 | ATS 1600 SP         |
| 103  | P 1.6  | 68  |                                   | Giorgio Danieli Jacopo Trivellato              | AMS                 |
| 104  | P 1.6  | 69  |                                   | Ignazio Capuano Giancarlo Barba                | Giliberti A112      |
| 105  | P 1.6  | 70  |                                   | Stefano Sebastiani Roberto Nardini             | Lotus               |
| 106  | S 1.3  | 73  |                                   | Mario Spataro Claudio Bruschi                  | Abarth 1300 OT      |
| 107  | S 1.3  | 74  | Scuderia Brescia Corse            | Felice Marenco Franco Capietti                 | Abarth 1300 OT      |
| 108  | S 1.3  | 75  |                                   | Rolando Tinghi Mino Codeluppi                  | Abarth 1300 OT      |
| 109  | P 1.0  | 78  |                                   | Piero Falorni „Berman“                         | Fiat-Abarth 1000 SP |
| 110  | P 1.0  | 80  |                                   | Mario Nardari Erasmo Crivellari                | AMS SP              |
| 111  | P 1.0  | 81  |                                   | Romano Martini Alessandro Federico             | Raymond             |
| 112  | GT 1.6 | 85  |                                   | Luigi Rinaldi Spartaco Dini                    | Alfa Romeo GTA      |
| 113  | GT 1.6 | 91  |                                   | Giuseppe D’Amico Girolamo Perniciaro           | Alfa Romeo GTA      |
| 114  | GT 1.6 | 92  |                                   | Vincenzo Traina Domenico Lo Bello              | Lancia Fulvia HF    |
| 115  | GT 1.6 | 93  |                                   | Domenico Patti Salvatore Cucinotta             | Lancia Fulvia HF    |
| 116  | GT 1.6 | 96  |                                   | Giancarlo Galimberti Domenico Cedrati          | Lancia Fulvia HF    |
| 117  | GT 1.6 | 98  |                                   | Antonio Catalano „Zino“                        | Alfa Romeo GTA      |
| 118  | GT 1.6 | 103 |                                   | Gianni Scalera Salvatore Lo Jacono             | Porsche             |
| 119  | GT 1.6 | 104 |                                   | Gianfranco Trombetti Gianfranco Papetti        | Alfa Romeo GTA      |
| 120  | GT 1.3 | 110 |                                   | Antonio Romano „Record“                        | Lancia Fulvia HF    |
| 121  | GT 1.3 | 113 |                                   | Horst Klauke Hans Schuller                     | Alpine A110 1300S   |
| 122  | GT 1.3 | 113 |                                   | Adolfo Nesi Fabio Lucarelli                    | Alpine A110         |

### Klassensieger
| Klasse   | Fahrer                  | Fahrer               | Fahrzeug            | Platzierung im Gesamtklassement |
| -------- | ----------------------- | -------------------- | ------------------- | ------------------------------- |
| P 3.0    | Nino Vaccarella         | Toine Hezemans       | Alfa Romeo T33/3    | Gesamtsieg                      |
| P 2.0    | Jo Bonnier              | Richard Attwood      | Lola T212           | Rang 3                          |
| P 1.6    | kein Teilnehmer im Ziel |                      |                     |                                 |
| P 1.3    | Stefano Buonapace       | Demetrio Martino     | AMS 1300            | Rang 20                         |
| P 1.0    | Maurizio Campanini      | Mario Barone         | Fiat-Abarth 1000 SP | Rang 14                         |
| S 2.0    | Richard Knight          | Mike Knight          | Chevron B8          | Rang 27                         |
| S 1.3    | Geatano Sidoti Abate    | Francesco Fiorentino | Matra Djet 5S       | Rang 37                         |
| GT + 2.0 | Bernard Chenevière      | Paul Keller          | Porsche 911S        | Rang 4                          |
| GT 2.0   | Salvatore Calascibetta  | Paolo Monti          | Opel GT             | Rang 9                          |
| GT 1.6   | Maurizio Zanetti        | Renzo Ruspa          | Alfa Romeo GTA      | Rang 11                         |
| GT 1.3   | Raffaele Restivo        | Alfonso Merendino    | Lancia Fulvia Sport | Rang 18                         |

### Renndaten
- Gemeldet: 122
- Gestartet: 75
- Gewertet: 41
- Rennklassen: 11
- Zuschauer: unbekannt
- Wetter am Renntag: heiß und trocken
- Streckenlänge: 72,000 km
- Fahrzeit des Siegerteams: 6:35:46,200 Stunden
- Gesamtrunden des Siegerteams: 11
- Gesamtdistanz des Siegerteams: 792,000 km
- Siegerschnitt: 120,070 km/h
- Pole Position: Nino Vaccarella – Alfa Romeo T33/3 (#20) – 34:14,200 = 126,181 km/h
- Schnellste Rennrunde: Vic Elford – Porsche 908/03 (#8) – 33:45,600 = 127,962 km/h
- Rennserie: 7. Lauf zur Sportwagen-Weltmeisterschaft 1971
- Rennserie: 3. Lauf zur Italienischen Sportwagen-Meisterschaft 1971